# King’s Business School

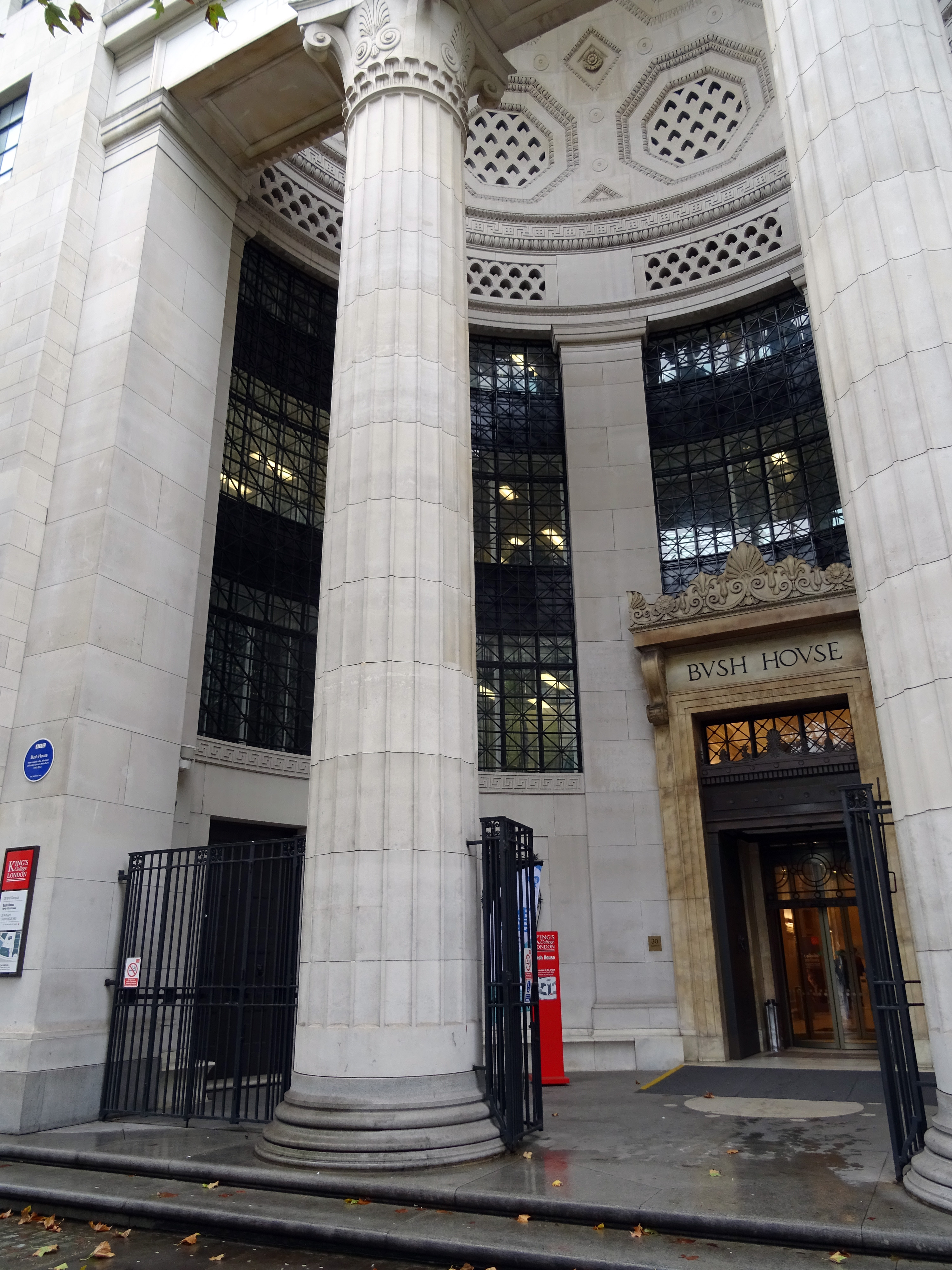
Bush House, Sitz der King's Business School

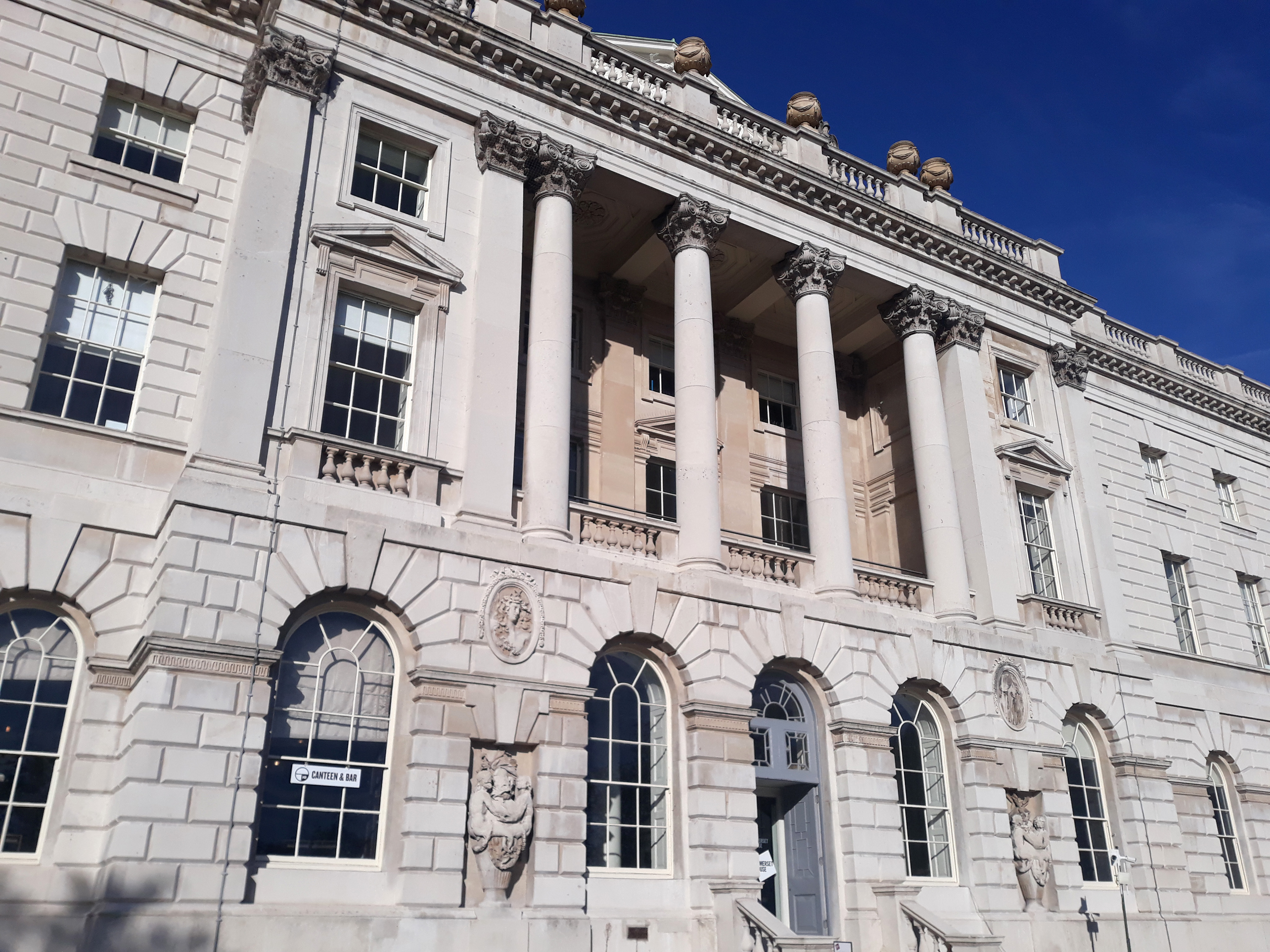
Somerset House – der Ostflügel ist Teil des Strand Campus

Die King's Business School (KBS) ist die betriebswirtschaftliche Fakultät des King’s College London in London, Vereinigtes Königreich. Sie wurde 2017 als eigenständige Fakultät gegründet und hat sich seitdem zu einer der führenden Wirtschaftshochschulen im Vereinigten Königreich entwickelt. Die KBS trägt die renommierte Triple Crown der internationalen Akkreditierungen durch die AMBA, die AACSB und die EQUIS.

## Geschichte
Das King’s College London wurde 1829 per Royal Charter unter der Schirmherrschaft von König Georg IV. und dem 1. Duke von Wellington gegründet und ist eines der ältesten und angesehensten Colleges des Landes. Die betriebswirtschaftliche Ausbildung begann in den 1980er Jahren mit der Gründung der School of Management & Business. Im Jahr 2015 wurde diese zur King's Business School erweitert, um dem wachsenden Bedarf an betriebswirtschaftlicher Ausbildung gerecht zu werden.
Im August 2017 zog die KBS in das neu renovierte Bush House am Strand, das zuvor das Hauptquartier des BBC World Service beherbergte. Dieser Umzug markierte die offizielle Gründung der KBS als neunte Fakultät des King’s College London.

## Studiengänge
Die King's Business School bietet eine breite Palette von Studiengängen auf Bachelor-, Master- und Doktoratsniveau an.

### Bachelorstudiengänge
Die Bachelorstudiengänge führen zum Abschluss Bachelor of Science (BSc) und umfassen unter anderem:
- BSc Business Management[4]
- BSc Economics and Management
- BSc International Management
- BSc Accounting and Finance
- BSc Politics, Philosophy & Economics (in Zusammenarbeit mit anderen Fakultäten)

### Masterstudiengänge
Die Masterprogramme führen zum Master of Science (MSc) und umfassen Fachrichtungen wie:
- MSc International Management
- MSc Finance
- MSc Marketing
- MSc Human Resource Management & Organisational Analysis
- MSc Public Policy & Management

### Doktoratsprogramme
Die KBS bietet Forschungsprogramme an, die zum Master of Philosophy (MPhil) und PhD führen, mit Spezialisierungen in verschiedenen Bereichen der Betriebswirtschaftslehre und des Managements.

### Executive Education
Zusätzlich zu den akademischen Programmen bietet die KBS Executive Education-Programme für Fach- und Führungskräfte an, die auf praxisorientierte Weiterbildung abzielen.

### Forschung
Die King's Business School ist bekannt für ihre Forschungsexzellenz in verschiedenen Bereichen des Managements und der Wirtschaftswissenschaften. Sie beherbergt mehrere Forschungszentren und -gruppen, darunter:
- Centre for Financial Reporting & Accountability
- Consumer & Organisational Digital Analytics Research Centre
- Centre for Responsible Enterprise

Die Forschung der KBS trägt zu aktuellen Debatten in Wirtschaft, Politik und Gesellschaft bei und beeinflusst die Praxis und Politikgestaltung.

## Internationale Partnerschaften und Austauschprogramme
Die KBS pflegt internationale Beziehungen zu führenden Universitäten weltweit und ermöglicht Studierenden, an Austauschprogrammen teilzunehmen. Zu den Partneruniversitäten gehören:
- Universität Mannheim
- Bocconi-Universität
- Copenhagen Business School
- University of California
- Wharton School der University of Pennsylvania[6]
- University of Hong Kong
- University of Sydney
- University of Toronto

Diese Kooperationen fördern den interkulturellen Austausch und erweitern die globalen Perspektiven der Studierenden.

## Akkreditierungen und Rankings
Die King's Business School ist eine von wenigen Institutionen weltweit, die die Triple Crown der Akkreditierungen besitzt, was die hohe Qualität ihrer Lehre und Forschung unterstreicht.
In verschiedenen Rankings wird die KBS regelmäßig unter den Top-Business-Schools im Vereinigten Königreich und international geführt.

## Gebäude und Standorte
Die KBS befindet sich im historischen Bush House im Herzen Londons. Die zentrale Lage bietet Studierenden und Mitarbeitern Zugang zu den vielfältigen kulturellen, wirtschaftlichen und politischen Ressourcen der Stadt.